# Something of Value
Something of Value is een Amerikaanse dramafilm uit 1957 onder regie van Richard Brooks. De film is gebaseerd op het gelijknamige boek uit 1955 van Robert Ruark. Destijds werd de film in Nederland uitgebracht onder de titel Iets van waarde.

## Verhaal
Peter en Kimani groeien samen op in Kenia. Door de onlusten in het land komt hun vriendschap almaar meer onder druk te staan. Dan sluit Kimani zich aan bij een groep rebellen, die strijd voert tegen de Britse overheersing.

## Rolverdeling
| Acteur            | Personage         |
| ----------------- | ----------------- |
| Rock Hudson       | Peter             |
| Dana Wynter       | Holly             |
| Wendy Hiller      | Elizabeth         |
| Juano Hernández   | Njogu             |
| William Marshall  | Leider            |
| Robert Beatty     | Jeff Newton       |
| Walter Fitzgerald | Henry McKenzie    |
| Michael Pate      | Joe Matson        |
| Ivan Dixon        | Lathela           |
| Ken Renard        | Karanja           |
| Samadu Jackson    | Medicijnman       |
| Frederick O'Neal  | Adam Marenga      |
| Sidney Poitier    | Kimani Wa Karanja |